# Arctia flavirosea
Arctia flavirosea là một loài bướm đêm thuộc phân họ Arctiinae, họ Erebidae.